# Nikola Storm
Nikola Storm (* 30. September 1994 in Maldegem, Flandern) ist ein belgischer Fußballspieler, der auf der Position des Stürmers spielt.

## Karriere

### Vereinskarriere
Nikola Storm spielte in seiner Jugend von 2001 bis 2013 für die Jugendabteilungen verschiedener Vereine, darunter bei Sporting Lokeren und dem FC Brügge. 2013 startete Storm schließlich seine Profikarriere beim FC Brügge in der belgischen ersten Liga, bei dem er seitdem unter Vertrag steht. Sein Ligadebüt gab Storm am 7. Dezember 2013 beim 3:0-Sieg gegen KV Mechelen. Mit dem FC Brügge wurde Storm 2015 belgischer Pokalsieger durch einen 2:1-Sieg im Finale gegen den RSC Anderlecht. Insgesamt hat er bis 2018 für den FC Brügge 45 Spiele absolviert und dabei zwei Tore geschossen. 2015 wurde Storm innerhalb der ersten Liga zum SV Zulte Waregem und 2017 zum Zweitligisten Oud-Heverlee Löwen verliehen. Seit 2018 steht er beim KV Mechelen unter Vertrag und gewann dort in seiner ersten Saison erneut den nationalen Pokal. Zudem stieg er mit Mechelen zur Saison 2019/20 in die Division 1A auf.
In der Saison 2020/21 bestritt er 34 von 40 möglichen Ligaspielen für Mechelen, bei denen er 11 Tore schoss, sowie 2 Pokalspiele. Nach der Ende der Hauptrunde wurde sein Vertrag bis zum Ende der Saison 2025/26 verlängert. In der Saison 2021/22 bestritt er 38 von 39 möglichen Ligaspielen, bei denen er 15 Tore schoss, sowie drei Pokalspiele. In der nächsten Saison waren es 31 von 34 möglichen Ligaspielen, in denen er  vier Tore schoss, und alle sechs möglichen Pokalspiele bis zum Finale mit einem geschossenen Tor.
In der Saison 2023/24 waren es nur 23 von 40 möglichen Ligaspielen, in denen er ein Tor schoss. Von Anfang November 2023 bis Mitte Februar 2024 fiel er wegen eines Kreuzbandrisses aus. Dazu kam ein Pokalspiel und das verlorene Spiel um den belgischen Supercup. In der nächsten Saison waren es 32 von 40 möglichen Ligaspielen mit sieben geschossenen Toren und ein Pokalspiel.

### Nationalmannschaft
Nikola Storm spielte von 2009 bis 2013 für verschiedene belgische Junioren-Nationalmannschaften. Bei insgesamt 18 Partien erzielte er dort zwei Tore.

### Erfolge
- Belgischer Pokalsieger: 2015, 2019